# Przewarszyty
Przewarszyty (deutsch Prauerschitten) ist ein Ort in der polnischen Woiwodschaft Ermland-Masuren. Er gehört zur Gmina Sępopol (Stadt- und Landgemeinde Schippenbeil) im Powiat Bartoszycki (Kreis Bartenstein).

## Geographische Lage
Przewarszyty liegt acht Kilometer südlich der Staatsgrenze zur russischen Oblast Kaliningrad (Gebiet Königsberg (Preußen)) in der nördlichen Mitte der Woiwodschaft Ermland-Masuren, acht Kilometer nordöstlich der Kreisstadt Bartoszyce (deutsch Bartenstein).

## Geschichte
Das kleine Dorf Prewaisisten wurde 1393 erstmals erwähnt und nach 1414 Praurschitten bzw. nach 1570 Prawerschiten genannt. Den Ort bestimmte ein sehr großes Gut. Im Jahre 1874 wurde die Landgemeinde Prauerschitten in den neu errichteten Amtsbezirk Juditten (polnisch Judyty) im ostpreußischen Kreis Friedland (1927 in „Kreis Bartenstein“ umbenannt) eingegliedert. Im Jahre 1910 zählte Prauerschitten 19 Einwohner.
Am 30. September 1928 gab Prauerschitten seine Eigenständigkeit auf und schloss sich mit dem Gutsbezirk Juditten zur neuen Landgemeinde Juditten zusammen, die wenige Jahre später in den Amtsbezirk Schönbruch (polnischer Teil: Szczurkowo, russischer Teil: Schirokoje) umgegliedert wurde.
Im Jahre 1945 wurde das gesamte südliche Ostpreußen in Kriegsfolge an Polen überstellt. Prauerschitten erhielt die polnische Namensform „Przewarszyty“ und ist heute eine Ortschaft innerhalb der Stadt- und Landgemeinde Sępopol (Schippenbeil) im Powiat Bartoszycki (Kreis Bartenstein), von 1975 bis 1998 der Woiwodschaft Olsztyn, seither der Woiwodschaft Ermland-Masuren zugehörig.

## Kirche
Bis 1945 war Prauerschitten in die evangelische St.-Johannis-Kirche Bartenstein (polnisch Bartoszyce) in der Kirchenprovinz Ostpreußen der Kirche der Altpreußischen Union, außerdem in die römisch-katholische Kirche der Kreisstadt im damaligen Bistum Ermland eingepfarrt.
Heute gehört Przewarszyty katholischerseits zur Pfarrei Żydowo (Siddau) im jetzigen Erzbistum Ermland, evangelischerseits weiterhin zur Kirche in Bartoszyce, die jetzt eine Filialkirche von Kętrzyn (Rastenburg) in der Diözese Masuren der Evangelisch-Augsburgischen Kirche in Polen ist.

## Verkehr
Przewarszyty liegt an einer Nebenstraße, die von Parkoszewo (Perkau) die Woiwodschaftsstraße 512 (einstige deutsche Reichsstraße 142) querend über Gulkajmy (Gahlkeim) bis nach Przewarszyty führt.
Eine Bahnanbindung besteht nicht mehr, seit die Bahnstation Dompendehl (polnisch Domarady) an der Bahnstrecke Wehlau–Heilsberg in Kriegsfolge nicht mehr existiert.